# Schmidthachenbach
Schmidthachenbach település Németországban, Rajna-vidék-Pfalz tartományban. Lakosainak száma 367 fő (2023. december 31.).

## Népesség
A település népességének változása:
| Lakosok száma | 426  | 380  | 370  | 380  | 386  | 367  |
|               | 1975 | 2017 | 2019 | 2021 | 2022 | 2023 |